# Département de Godoy Cruz
Le département de Godoy Cruz est une des 18 subdivisions de la province de Mendoza, en Argentine. Son chef-lieu est la ville de Godoy Cruz.
Le département a une superficie de 75 km2. Le département de Godoy Cruz forme le « Gran Mendoza » avec les départements de Guaymallén, Capital, Las Heras, Luján de Cuyo et Maipú.
Il comptait 182 977 habitants en 2001. Sa population était estimée à 192 855 habitants en 2007.

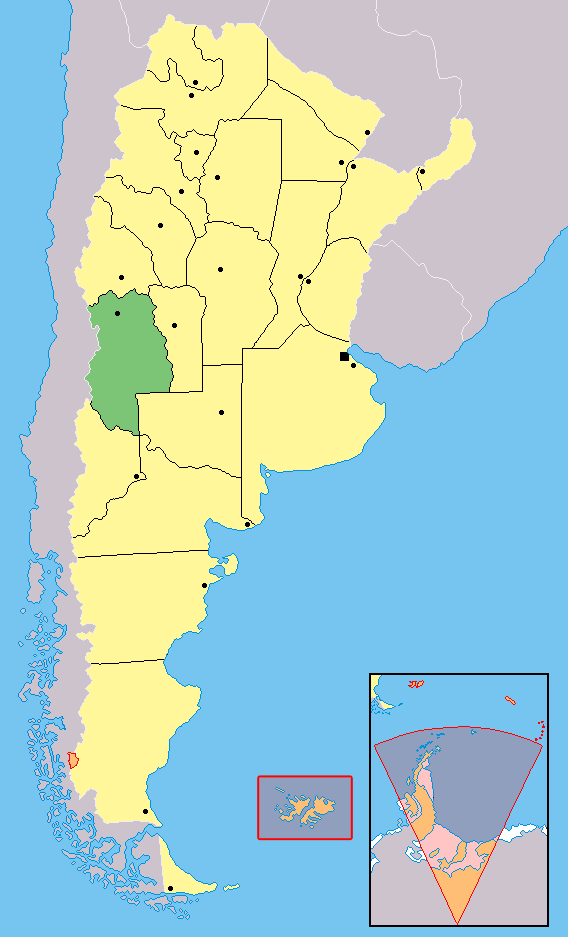
Localisation de la province de Mendoza en Argentine